# بالین (سرزمین میانه)

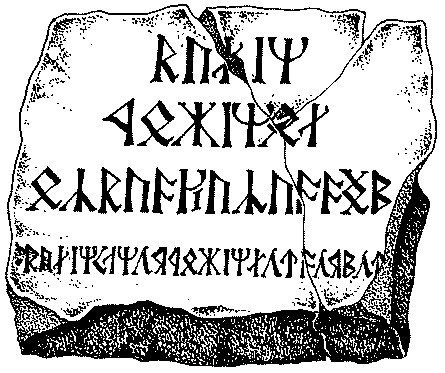
شرح مقبره بالین از رمان های جی آر آر تالکین

بالین پسر فوندین، یکی از اعضای تورین و شرکا و دومین فرد مسن این گروه بود.
عمدهٔ شهرت او برای تأسیس پادشاهی کم عمر موریا است

## سال‌های آغازین
بالین پسر فوندین در سال ۲۷۶۳ د.س. در تنهاکوه متولّد شد
او هفت‌ساله بود که اسماگ به اره‌بور یورش آورد و بر آن سلطه یافت.
بدین ترتیب با دیگر خویشاوندانش به تبعیدی اجباری تن داد.
او برادر کوچک‌تری به‌نام دوالین داشت. هر دوشان در میان یاران تورین سپربلوطی بودند.
هنگامی که تراین پسر شاه ترور به خون‌خواهی پدرش به آزوگ هجوم بُرد، پدر بالین، فوندین نیز مداخله کرد و در آن مبارزه کُشته شد.
پس از نبرد آزانول‌بی‌زار او به‌همراه تراین در آوارگی به سر می‌بَرد تا آن‌که تصمیمشان بر آن شد که در کوهستان آبی ساکن شوند.
اگرچه که آنان در کوهستان آبی در آرامش بودند امّا سرانجام میل به تنهاکوه و پادشاهی غصب‌شده‌شان بر تراین چیره شد و او در سال ۲۸۴۱ د.س. به همراه بالین، دوالین و جمعی از یاران راهی تنهاکوه شدند.
چهار سال در سفر بودند تا آن‌که در نزدیکی سیاه‌بیشه تراین ناپدید شد.
پس از جستجوی فراوان او را نیافتند، تا آن‌که بالین و همراهانش با خبر گم شدن تراین به کوهستان آبی بازگشتند.
بعدها معلوم شد که نکرومانسر او را ربوده بود.
و به‌همراه تراین آخرین حلقه دورفی هم گم شد.
بالین که هشتادودو سال داشت، راضی شد در تالارهای تورین اقامت کند.
دقیقاً صد سال پس از گم شدن تراین بود که پسرش، تورین سپربلوطی دست به سفری مانند همان زد.
در این سفر هم بالین و هم دوالین او را همراهی می‌کردند.

## پویش اره بور
بالین به‌همراه برادرش و به رهبری تورین سپربلوطی عازم اره‌بور شدند.
هنگامی که برای نهایی کردن نقشه‌ها و انتخاب عیّار به خانه بیلبو بگینز آمدند، بالین دومین نفری بود که رسید.
در آن هنگام بالین باشلق سرخی پوشیده بود.
صبح روزی که حرکت کردند، او در انتظار پیوستن بیلبو به گروه‌شان بود. او چشم به جاده دوخته بود و در کنار مهمان‌خانه انتظار هابیت را می‌کشید.
هنگامی که ترول‌ها عیّار را گرفتند، بالین اولین دورفی بود که به سراغ بیلبو رفت.
هنگامی که گندالف بر سر بازگشتن به غارهای گابلین‌ها برای یافتن بیلبو با شرکا بحث می‌کرد، بالین را به نگهبانی گذاشته بودند.
بیلبو که به تازگی از شرّ گولوم خلاص شده بود و به سمت بیرون می‌دوید، در میانه راه سرِ پوشیده در باشلق سرخِ بالین را دید.
امّا بی‌سروصدا از کنارش گذشت، دورف نیز او را به سبب این‌که هابیت حلقه را در انگشت خود کرده بود و نامرئی شده بود، ندید!
در تالارهای تراندویل بود که او به‌عنوان دومین فرد مسن گروه از جانب دورف‌ها سخن گفت. هرچند که الف‌شاه، او و دوستانش را به سلول‌های انفرادی زندان انداخت.
آنان سرانجام پس از فرار و پشت سر گذاشتن شهر دریاچه، به شهر باستانی‌شان رسیدند؛ شهری که آوازه‌اش باعث شده بود سال‌ها پیش اسماگ بدان‌جا کشیده شود.
بعد از این‌که بیلبو برای بار دوم به اره‌بور وارد شد و برگشت، در حالی که سوخته بود، بالین او را دلداری داد و جرئت هم‌صحبتی‌اش با اسماگ را تحسین کرد.
بالین پسر فوندین در نبرد پنج‌سپاه شمشیر زد و پس از آن در تنهاکوه ساکن شد.
گفته می‌شود که ۸ سال بعد از نبرد، او برای دیدن دوست قدیمی‌اش بیلبو به همراه گندالف مجدداً راهی شایر شد.

## فرمانروایی موریا و مرگ
۴۸ سال پس از نبرد پنج سپاه در سال ۲۹۸۹ د.س. بالین تصمیم گرفت در راس یک گروه به موریا برود.
آوری و اوین(oin) دو تن از یاران تورین و شرکا هم او را همراهی می‌کردند.
بالین برای یافتن میتریل، نقره واقعی، و حلقه ترور، هفتمین حلقه دورفی، بدان‌جا پای نهاد.
پای دروازه شرقی اورک‌ها را دیدند و تعداد زیادی از آنان را از پا درآوردند.
او به همراه یارانش تالار بیست‌ویکم را تصرف کرد و تخت خود را در تالار مزَرَبول گذاشت و بدین ترتیب 'شاه موریا' نامیده شد.
هرچند که اثری از حلقه ترور نیافتند، چراکه این حلقه را سال‌ها پیش سائورون از تراین گرفت، امّا به میتریل دست یافتند و آن را استخراج کردند.
حکومت بالین بیش از ۵ سال دوام نیاورد، چراکه او در حالی که به تنهایی به خلد-زارام، دریاچه آبگین، رفته بود، با تیر یک اورک کشته شد.
و بدین ترتیب بالین، شاه موریا در ۲۳۱ سالگی در سال ۲۹۹۴ د.س. درگذشت.
پس از مرگ او اورک‌ها به سرعت آنان را محاصره کردند.
در دروازه غربی هم نگهبان دریاچه به آن‌ها اجازه خروج نداد و همان‌جا جان دادند.
سرگذشت بالین و پادشاهی‌اش در کتابچه مزربول گفته شده. کتابچه‌ای که بخشی با حروف رونی و بخشی به دست آوری با حروف الفی نوشته شده بود.
گندالف و یاران حلقه سال‌ها بعد از سقوط پادشاهی موریا بدان‌جا رسیدند و از سرگذشت آن‌ها به واسطه آنچه در دفترچه نوشته شده بود، اطلاع یافتند.